# Горинчовская сельская община
Горинчовская сельская общи́на (укр. Горінчівська сільська громада) — территориальная община в Хустском районе Закарпатской области Украины.
Административный центр — село Горинчово.
Население составляет 12 832 человека. Площадь — 225,9 км².

## Населённые пункты
В состав общины входят 16 сёл:
- Горинчово
- Дилок
- Кутлаш
- Посич
- Сюрюк
- Берёзово
- Гонцош
- Ряпидь
- Монастырец
- Медвежий
- Облаз
- Поточек
- Тополин
- Нижний Быстрый
- Противень
- Широкое